# Romilda von Friaul
Romilda (auch: Romelda, Romilla, Romhilde u. ä., * im 6. Jahrhundert, um 570?; † wahrscheinlich 610 oder 611) war die Frau des langobardischen Dux Gisulf II. und nach dessen Tod um 610 wohl kurzzeitig Regentin des Herzogtums Friaul.
Romilda war möglicherweise eine Tochter des bajuwarischen Herzogs Garibald I. und Walderada und wäre somit eine Schwester von Theodolinde gewesen, die Heirat mit Gisulf hätte das beständig nach Unabhängigkeit strebende Herzogtum Friaul sowohl an das agilolfingische Bayern als auch an die langobardischen Könige fester gebunden. Um 610 fielen die Awaren wahrscheinlich mit Billigung, vielleicht sogar im Auftrag des Langobardenkönigs Agilulf in Friaul ein. Ihnen stellte sich Gisulf entgegen, den sie in einer Schlacht besiegten und töteten. Daraufhin verwüsteten sie das Land und zwangen die Bewohner dazu, sich in die befestigten Städte zurückzuziehen. Romilda, die wenigstens drei Töchter und vier Söhne hatte, zog sich nach Forum Julii (heute Cividale del Friuli) zurück, das daraufhin der Khagan der Awaren zu bestürmen und einzunehmen gedachte. Das dramatische Ende der Romilda schildert ausführlich Paulus Diaconus in seiner Historia Langobardorum (4,37). Ihm zufolge war die Herzogin von der Schönheit des jungen Khagans und seinem glanzvollen Gefolge so geblendet, dass sie versprach, ihm die Tore der Stadt zu öffnen, wenn er sie zur Frau nehme. Das tat er, aber nach vollzogener Ehe ließ er Romilda durch sein Gefolge vergewaltigen und sie anschließend pfählen; die Stadt plünderte er und ließ sie niederbrennen. Den Einwohnern gestattete er nicht wie versprochen, sich in ihren alten Siedlungsgebieten in Pannonien wieder anzusiedeln (sie waren 568 von dort nach Italien eingefallen), sondern ließ die Männer umbringen, die Frauen und Kinder verschleppte er. Die Töchter (nach Paul waren es vier) führte der Khagan mit sich fort und verheiratete sie, wie zu dieser Zeit gebräuchlich, an hochrangige Adelige und Verbündete, also standesgemäß, wie Paul hervorhebt. Den Söhnen gelang vor der Einnahme der Stadt die Flucht. Nach dem Abzug der Awaren wurden die Söhne Taso und Cacco die duces von Friaul, aber schon 614 ermordet. Danach schlugen sich die jüngeren Raduald und Grimuald durch nach Benevent, wo sie 642 bzw. 647 Herzöge wurden. Grimuald wurde 662 dann König der Langobarden.
Über den historischen Kern dieser sagenhaften Vorgänge, die offenbar nur durch den von starker moralischer Entrüstung geprägten Bericht des Paulus Diaconus überliefert sind, kann es nur begründete Vermutungen geben. Gesichert ist der Einfall der Awaren um 610 und, dass Raduald und Grimuald Herzöge von Benevent waren, Grimuald schließlich auch König der Langobarden; es ist aber unsicher, ob Gisulf und Romilda ihre Eltern waren. Dass die Awaren zum Einfall in Friaul von Agilulf ermutigt wurden, ist wahrscheinlicher, als dass sie ihn auf Veranlassung von Ostrom oder aufgrund der Schwäche des friulischen Herzogtums aus eigenem Antrieb unternahmen. Jedenfalls kam Agilulf Gisulf nicht zur Hilfe. Es war nicht ungewöhnlich, dass Töchter besiegter Warlords von den Siegern genommen wurden, wie die Beispiele Silinga und Rosamunde oder auch die Töchter Romildas erweisen. Zu welchem Zweck, ist allerdings unklar: tatsächlich als Ehefrauen, um die Gefolgschaft der Besiegten an die der Sieger zu binden, oder eher als Konkubinen oder quasi als Geiseln? Das erste war in diesem Fall unwahrscheinlich, weil die Awaren offenbar nicht die Eroberung des Friaul zum Ziel hatten, sondern nur dessen Plünderung und Schwächung. Insofern war Romildas Übergabe von Forum Julii und die Auslieferung ihrer Gefolgschaft an den Khagan eine eklatante Fehleinschätzung der Situation. Denkbar ist aber auch, dass beides der Preis war, um ihren Söhnen die Flucht und damit den Fortbestand des Dukats zu ermöglichen. Das Herzogtum Friaul erfüllte offenbar weiterhin bis weit ins 8. Jahrhundert die ihm beim Einfall der Langobarden in Italien 568 zugedachte Funktion, das Langobardenreich von Nordosten gegen Einfälle der Awaren – oder auch von Ostrom auf dem Landweg – zu schützen, und konnte dadurch eine relative Selbständigkeit behaupten.